# Hans Küppers
Hans Küppers (Essen, 1938. december 24. – 2021. december 15.) nyugatnémet válogatott német labdarúgó, középpályás.

## Pályafutása

### Klubcsapatban
1957 és 1961 között a Schwarz-Weiß Essen, 1961 és 1968 között az 1860 München, 1968–69-ben az 1. FC Nürnberg labdarúgója volt. Az esseni csapattal egy nyugatnémetkupa-győzelmet, a münchenivel egy-egy bajnoki címet és kupagyőzelmet ért el. Tagja volt az 1964–65-ös idényben KEK-döntős csapatnak. 1969 és 1971 között az osztrák SV Wattens, 1971–72-ben az SSW Innsbruck játékosa volt. Az innsbrucki csapattal osztrák bajnoki címet szerzett. 1972-ben a svájci FC Lugano csapatában fejezte be az aktív labdarúgást.

### A válogatottban
1962 és 1967 között hét alkalommal szerepelt a nyugatnémet válogatottban és két gólt szerzett.

## Sikerei, díjai
Schwarz-Weiß Essen
- Nyugatnémet kupa (DFB-Pokal)
  - győztes: 1959

 1860 München
- Nyugatnémet bajnokság (Bundesliga)
  - bajnok: 1965–66
  - 2.: 1966–67
- Nyugatnémet kupa (DFB-Pokal)
  - győztes: 1964
- Kupagyőztesek Európa-kupája (KEK)
  - döntős: 1964–65

 SSW Innsbruck
- Osztrák bajnokság
  - bajnok: 1971–72